# Ренато Олми
Ренато Олми (12. јул 1914 – 15. мај 1985) био је италијански фудбалер који је играо на позицији везног играча.
Током своје клупске каријере, Олми је играо за Интер и Јувентус у Серији А. Такође је играо за Крему, Кремонезе и Брешу у нижим дивизијама.
Олми је био део репрезентације Италије која је освојила Светско првенство у фудбалу 1938. године и другу титулу Светског првенства за Италију. За репрезентацију Италије је одиграо 3 наступа 1940. године.